# لاري نيد
لاري نيد (بالإنجليزية: Larry Ned)‏ هو لاعب كرة قدم أمريكية أمريكي، ولد في 23 أغسطس 1978 في يونيس في الولايات المتحدة.

## وصلات خارجية
- لاري نيد على موقع مرجع كرة القدم المحترفة.كوم (الإنجليزية)